# Томаш Беднарек
Томаш Беднарек (пол. Tomasz Bednarek; нар. 12 листопада 1981) — колишній польський тенісист.
Найвищу одиночну позицію світового рейтингу — 724 місце досяг 8 вересня 2003, парну — 44 місце — 14 квітня 2014 року.
Найвищим досягненням на турнірах Великого шолома був чвертьфінал в парному розряді.

## Фінали турнірів ATP за кар'єру

### Парний розряд: 4 (4 поразки)
| Легенда                                     |
| ------------------------------------------- |
| Турніри Великого шолома (0–0)               |
| Фінали Світового туру ATP (0–0)             |
| Серія Мастерс 1000 Світового Туру ATP (0–0) |
| Серія 500 Світового туру ATP (0–0)          |
| Серія 250 Світового туру ATP (0–4)          |

| Титули за покриттям |
| ------------------- |
| Тверде (0–1)        |
| Ґрунт (0–3)         |
| Трава (0–0)         |

| Титули за типом корту |
| --------------------- |
| Відкритий (0–3)       |
| Закритий (0–1)        |

| Результат | В-П | Дата     | Турнір                        | Рівень    | Покриття   | Партнер          | Суперники                           | Рахунок          |
| --------- | --- | -------- | ----------------------------- | --------- | ---------- | ---------------- | ----------------------------------- | ---------------- |
| Поразка   | 0–1 | Тра 2010 | Serbia Open, Сербія           | Серія 250 | Ґрунт      | Матеуш Ковальчик | Сантьяго Гонсалес Тревіс Реттенмаєр | 6–7(6–8), 1–6    |
| Поразка   | 0–2 | Лип 2013 | Stuttgart Open, Німеччина     | Серія 250 | Ґрунт      | Матеуш Ковальчик | Факундо Баньїс Томас Беллуччі       | 6–2, 4–6, [9–11] |
| Поразка   | 0–3 | Вер 2013 | Thailand Open, Таїланд        | Серія 250 | Тверде (i) | Юган Брунстрем   | Джеймі Маррей Джон Пірс (тенісист)  | 3–6, 6–3, [6–10] |
| Поразка   | 0–4 | Кві 2014 | Grand Prix Hassan II, Марокко | Серія 250 | Ґрунт      | Лукаш Длоуги     | Жан-Жульєн Роєр Горія Текеу         | 2–6, 2–6         |

## Challengers and futures титули (20)
| Легенда          |
| Челленджери (13) |
| Ф'ючерси (7)     |

| Ранг | Дата              | Турнір        | Покриття | Партнер              | Суперники у фіналі                         | Рахунок               |
| 1.   | 12 серпня 2002    | Литва F1      | Ґрунт    | Міхал Ґавловський    | Дмітрій Кох Тома Оже                       | 6–3, 7–6(5)           |
| 2.   | 10 листопада 2003 | Czech F6      | Ґрунт    | Петр Дезорт          | Ян Ржига Павел Ржига                       | 4–6, 7–5, 6–3         |
| 3.   | 9 серпня 2004     | Литва F1      | Ґрунт    | Хав'єр Гарсія-Сінтес | Майт Кюннап Янне Ояла                      | 6–1, 6–4              |
| 4.   | 30 серпня 2004    | Польща F5     | Ґрунт    | Хав'єр Гарсія-Сінтес | Філіп Аньола Філіп Урбан                   | 6–4, 6–2              |
| 5.   | 15 серпня 2005    | Польща F5     | Ґрунт    | Феліпе Парада        | Мацей Ділай Давід Олейнічак                | 6–2, 6–4              |
| 6.   | 20 лютого 2006    | Польща F1     | Тверде   | Мацей Ділай          | Мартін Фішер Філіпп Освальд                | 6–2, 4–6, 6–3         |
| 7.   | 10 липня 2006     | Познань       | Ґрунт    | Міхал Пшисєнжний     | Васіліс Мазаракіс Ян Мертл                 | 6–3, 3–6, [10–8]      |
| 8.   | 7 серпня 2006     | Литва F1      | Ґрунт    | Денісс Павловс       | Єгор Пунтус Сергій Тарасевич               | 6–0, 6–1              |
| 9.   | 1 жовтня 2007     | Монс          | Тверде   | Філіп Полашек        | Філіпп Пецшнер Александер Пея              | 6–2, 5–7, [10–8]      |
| 10.  | 9 червня 2008     | Кошиці        | Ґрунт    | Ігор Зеленай         | Мігель Анхель Лопес Хаен Карлес Поч-Градін | 6–1, 4–6, [13–11]     |
| 11.  | 14 вересня 2009   | Щецин         | Ґрунт    | Матеуш Ковальчик     | Олександр Долгополов Артем Смірнов         | 6–3, 6–4              |
| 12.  | 5 жовтня 2009     | Таррагона     | Ґрунт    | Матеуш Ковальчик     | Флавіо Чіполла Алессандро Мотті            | 6–1, 6–1              |
| 13.  | 19 жовтня 2009    | Флоріанополіс | Ґрунт    | Матеуш Ковальчик     | Даніель Хімено-Травер Пере Ріба            | 6–1, 6–4              |
| 14.  | 12 квітня 2010    | Рим           | Ґрунт    | Матеуш Ковальчик     | Джефф Кутзе Джессі Віттен                  | 6–4, 7–6(4)           |
| 15.  | 8 жовтня 2011     | Палермо       | Ґрунт    | Матеуш Ковальчик     | Олександр Бурий Андрій Василевський        | 6–2, 6–4              |
| 16.  | 24 березня 2012   | Рімускі       | Тверде   | Олів'є Шарруен       | Ян-Фредерік Брюнкен Штефан Зайферт         | 6–3, 6–2              |
| 17.  | 17 червня 2012    | Кошиці        | Ґрунт    | Матеуш Ковальчик     | Володимир Ігнатик Андрій Василевський      | 2–6, 7–5, [14–12]     |
| 18.  | 7 липня 2012      | Брауншвейг    | Ґрунт    | Матеуш Ковальчик     | Харрі Хеліовара Денис Молчанов             | 7–5, 6–7(1–7), [10–8] |
| 19.  | 7 жовтня 2012     | Монс          | Тверде   | Єжи Янович           | Мікаель Льодра Едуар Роже-Васслен          | 7–5, 4–6, [10–2]      |
| 20.  | 6 липня 2013      | Брауншвейг    | Ґрунт    | Матеуш Ковальчик     | Андреас Сільєстрем Ігор Зеленай            | 6–2, 7–6(4)           |

## Досягнення в парному розряді
| W | Ф | ПФ | ЧФ | #Р | КТ | К# | DNQ | A | NH |

| Турніри Великого шолома                |    |    |    |    |       |     |
| Відкритий чемпіонат Австралії з тенісу |    | 2р | 1р |    | 0 / 2 | 1–2 |
| Відкритий чемпіонат Франції з тенісу   | 1р | ЧФ | 1р |    | 0 / 3 | 3–3 |
| Вімблдонський турнір                   | 1р | 2р | 1р |    | 0 / 3 | 1–3 |
| Відкритий чемпіонат США з тенісу       |    | 1р | 1р | 1р | 0 / 3 | 0–3 |